# Félicie (prénom)
Pour les articles homonymes, voir Félicie (homonymie).
Félicie est un prénom féminin,, dérivé du latin felix (« heureux, fortuné »). C'est l'équivalent féminin du prénom Félix.

## Personnages historiques
- Félicie de Roucy (morte en 1123), reine consort d'Aragon et de Navarre ;
- Félicie de Hauteville (morte vers 1105), reine consort de Hongrie.

## Personnalités contemporaines
Pour les articles sur les personnes portant ce prénom, consulter les listes générées automatiquement pour Félicie